# داردن پرری (میزوری)
داردن پرری (به انگلیسی: Dardenne Prairie) شهری در شهرستان سنت چارلز ایالت میزوری است که جمعیت آن در سرشماری سال ۲۰۱۰ میلادی ۱۱٫۴۹۴ نفر بوده است.